# Beatrice-Ramona Postea
Beatrice-Ramona Postea (29 de agosto de 1993) é um voleibolista profissional romena, jogador posição levantadora.